# Siogunat Tokugawów
Siogunat Tokugawów (jap. 徳川幕府 Tokugawa bakufu), znany też jako siogunat Edo (jap. 江戸幕府, Edo bakufu) – wojskowo-feudalny reżim w Japonii założony przez Ieyasu Tokugawę i rządzony przez siogunów z rodu Tokugawa. 
Okres sprawowania przez nich władzy nazywa się Tokugawa-jidai lub Edo-jidai od nazwy stolicy Edo, od 1868 roku znanej jako Tokio. 
Tokugawowie rządzili z zamku Edo od 1603 do 1868 roku, kiedy restauracja Meiji przyniosła kres siogunatowi.